# Art Malik
Athar ul-Haque Malik (13 de noviembre de 1952), más conocido por su nombre artístico Art Malik, es un actor inglés nacido en Pakistán que alcanzó la fama internacional en la década de 1980 a través de sus papeles protagónicos y secundarios en una variedad de series y películas de televisión británica y de Merchant Ivory Productions. Se le recuerda especialmente por su interpretación de Hari Kumar en la serie británica The Jewel in the Crown desde el comienzo de su carrera. También retrató al extremista islámico Salim Abu Aziz en Mentiras verdaderas y tuvo un papel en The Living Daylights, de la serie de películas de James Bond. 

## Primeros años
Malik nació como Athar ul-Haque Malik en Bahawalpur, Pakistán, hijo de Zaibunisa y Mazhar ul-Haque Malik, un médico que pronto calificaría como cirujano oftalmólogo en Gran Bretaña. Cuando su padre consiguió un trabajo como cirujano en el Moorfields Eye Hospital, Malik fue llevado a Londres en 1956, a la edad de tres años, con sus cuatro hermanos mayores. A la edad de 10 años fue enviado a la escuela en Quetta, Balochistán, por un año, y luego a Bec Grammar School, una escuela estatal selectiva en Upper Tooting, Londres. 
Después de un período insatisfactorio de estudios de negocios y estudios de actuación en el Teatro Questors, ganó una beca para la Guildhall School of Music and Drama. En poco tiempo, estuvo trabajando con las compañías Old Vic y Royal Shakespeare, donde desempeñó el papel principal en Othello.

## Carrera
En 1982, cinco años después de dejar Guildhall, Malik fue elegido para el papel de Hari Kumar en la producción de Granada Televisión de The Jewel in the Crown, basada en el Raj Quartet de Paul Scott. Nacido en la India pero educado en la escuela pública de élite de Chillingborough, donde se llamaba 'Harry', Hari está fuera de lugar en ambos países: demasiado indio para Inglaterra e inglés para la India. Durante el rodaje de la serie, David Lean lo eligió en su producción de Pasaje a la India, las dos producciones populares y elogiadas que aseguran su futuro profesional. También apareció en una serie de televisión de MM Kaye 's The Far Pavilions. Los tres fueron lanzados en 1984. 
En 1985, Malik interpretó a Julius Court, en una adaptación de The Black Tower de Anglia Televisión de PD James. En 1986 interpretó el papel romántico en la película de televisión Harem con Omar Sharif y Nancy Travis. Continuó con un importante papel como un aliado de mujahadeen afgano de James Bond en la película The Living Daylights (1987). 
En 1988 apareció en la televisión estadounidense, interpretando a Ved Lahari en la serie de drama médico ABC Hothouse. Interpretó al asesino de la vida real Charles Sobhraj en la película australiana de 1989 Shadow of the Cobra. 
Apareció como Shamy, un pequeño criminal anglo-indio y estafador en "What Makes Shamy Run?", Un episodio de la serie de televisión británica Minder y fue Orfeo en un episodio de The Storyteller's Greek Myths, dirigido por Jim Henson que se emitió por primera vez en 1990. 
Malik interpretó el papel del hijo de un mafioso indio en la película City of Joy de 1992, y en 1993 narró Haroun and the Sea of Stories, de Salman Rushdie, en la televisión de la BBC, Jackanory.
En 1994, Malik interpretó a su primer villano en la pantalla grande, Salim Abu Aziz, un estereotipo islamista, junto a Arnold Schwarzenegger en True Lies. Malik aceptó el papel, que describió como "un grito", en un momento en que había estado 14 meses sin trabajo y el Inland Revenue lo estaba persiguiendo por £ 32,000. También interpretó a un profesor de arte en la película de 1994 La tabla de Flandes. 
Luego de su aparición en True Lies, a Malik se le ofrecieron varios roles en otras películas de acción, pero las rechazó y luego las explicó: "No quería hacer películas de acción que no fueran tan buenas". En su lugar, aceptó un papel en la película británica Clockwork Mice. Malik también se asoció estrechamente con el juego Indian Ink de Tom Stoppard en 1995, creando el papel de Nirad en el estreno de la obra en Londres, y regresó al papel para el estreno en Estados Unidos en 1999 en el American Conservatory Theater de San Francisco. 
También interpretó el papel de Ramzi Ahmed Yousef en Path to Paradise, una película para televisión hecha en 1997 sobre el atentado de 1993 en el World Trade Center. En 1998, protagonizó Colourblind de Catherine Cookson. 
En 1999, Malik desempeñó el papel secundario de Olympos, el médico de la corte de Cleopatra, reina de Egipto, en Cleopatra, una adaptación de miniserie de televisión de la novela de ficción histórica de Margaret George en 1997, The Memoirs of Cleopatra, protagonizada por Leonor Varela como Cleopatra, Timothy Dalton como César, y Billy Zane como Mark Antony. En el 2000, apareció en el episodio "Hide and Seek" de la serie My Sight Theatre Second Sight, protagonizada por Clive Owen como un detective que está perdiendo la vista. 
En 2001, narró el documental televisivo Hajj: The Journey of a Lifetime para su transmisión en BBC Two. Interpretó a Zubin Khan en el drama hospitalario de la BBC Holby City desde 2003 hasta 2005. También en 2005 protagonizó una adaptación televisiva de la novela The English Harem como Sam, un musulmán del oeste de Londres que posee un restaurante. Martine McCutcheon interpreta a una joven de clase trabajadora, Tracy, quien, contra los deseos de sus padres y exnovio racista, se convierte en una de sus tres esposas. 
Malik tuvo un papel secundario en la película de 2010 El hombre lobo. También apareció en las series 2010 y 2012 de Upstairs Downstairs como Amanjit Singh, secretaria de Maud, Lady Holland. En 2011-2013, interpretó el papel de Francesc Gacet en la serie de televisión Borgia, dirigida por Tom Fontana, y interpretó a un General de Zodangan en John Carter en 2012. 
También interpretó al padre de Milkha Singh en la película hindi de 2013 Bhaag Milkha Bhaag, su primera aparición en una película producida en la India. Trabajó en otra película de Bollywood, Mirzya, dirigida por Rakeysh Omprakash Mehra. Es la historia de amor de Mirza Sahibaan, una popular historia de amor trágica de Punjab. 
En 2014, jugó contra Bunran "Bunny" Latif, un general paquistaní retirado en la temporada 4 de Homeland. En 2016, jugó al rico hombre de negocios Eddie Zubayr en la serie 6 de Cold Feet. También jugó el Maharajah en la segunda serie de la aclamada serie de TV Channel Channel Indian Summers en 2016. 
En 2017, Malik apareció en el segundo episodio de la temporada 8 de la serie británica Doc Martin. Ha sido anunciado como estrella invitada en el segundo episodio de la temporada 11 de Doctor Who, "The Ghost Monument".

## Vida personal
Según la propia cuenta de Malik, el repentino éxito que disfrutó en 1984 resultó en su consumo excesivo de alcohol: "Estaba rodeado de personas que me admiraban y me llevé todo eso a casa", dijo cuando fue entrevistado en 2003; "Le presté mucha atención a mi ego, y no lo suficiente a mi espíritu. Era totalmente insalubre, como una enfermedad". El resultado fue una tensión en su matrimonio, lo que llevó a que su esposa lo abandonara. También acumuló facturas elevadas en su tarjeta de crédito, y en 1993 debía £55,000 al banco y £32,000 a los Inland Revenue, y estaba a punto de ser declarado en bancarrota cuando consiguió la parte lucrativa de un terrorista en la película de James Cameron True Lies. Él y su esposa se reunieron y han estado casados por casi cuarenta años.
Malik desempeñó un papel importante en la recaudación de fondos para el trabajo de socorro para las víctimas del terremoto de Gujarat en 2001, y también apareció en el anuncio de apelación de inundaciones de Pakistán en diciembre de 2010. Vive con su esposa Gina Rowe, una compañera de estudios en Guildhall, con quien se casó en 1980. Tienen dos hijas, Jessica y Keira. Aunque de origen musulmán, y habiendo insistido en que su personaje en la ciudad de Holby debería ser musulmán, Malik se describe a sí mismo como "no un musulmán practicante". "Probablemente soy un apóstata y soy responsable de que cualquier fundamentalista musulmán de derecho me ponga en una lista de personas para eliminar".

## Filmografía

### Cine
| Año  | Título                       | Personaje          | Notas         |
| ---- | ---------------------------- | ------------------ | ------------- |
| 1979 | Arabian Adventure            | Mamhoud            |               |
| 1980 | Richard's Things             | Dr. Mustag         |               |
| 1984 | A Passage to India           | Ali                |               |
| 1985 | Underworld                   | Fluke              |               |
| 1987 | The Living Daylights         | Kamran Shah        |               |
| 1992 | Turtle Beach                 | Kanan              |               |
| 1992 | City of Joy                  | Ashok Ghatak       |               |
| 1992 | Year of the Comet            | Nico               |               |
| 1992 | Hostage                      | Khalim             |               |
| 1994 | Uncovered                    | Álvaro             |               |
| 1994 | True Lies                    | Aziz               |               |
| 1995 | Clockwork Mice               | Laney              |               |
| 1995 | A Kid in King Arthur's Court | Lord Belasco       |               |
| 1997 | Booty Call                   | Akmed              | No acreditado |
| 1998 | Side Streets                 | Bipin Raj          |               |
| 2001 | Tabloid                      | Philip Radcliffe   |               |
| 2002 | Out Done                     | Inspector Harrison |               |
| 2003 | Tempo                        | George Maldonado   |               |
| 2004 | Fakers                       | Foster Wright      |               |
| 2006 | Nina's Heavenly Delights     | Raj Khanna         |               |
| 2008 | Dean Spanley                 | Swami Nala Prash   |               |
| 2008 | Franklyn                     | Tarrant            |               |
| 2010 | El hombre lobo               | Singh              |               |
| 2010 | Sex and the City 2           | Shiekh Khalid      |               |
| 2011 | Everywhere and Nowhere       | Tío Mirza          |               |
| 2011 | Ghosted                      | Ahmed              |               |
| 2012 | John Carter                  | General Zodangan   |               |
| 2013 | Bhaag Milkha Bhaag           | Sampuran Singh     |               |
| 2013 | Diana                        | Samundar           |               |
| 2016 | The Infiltrator              | Akbar Bilgrami     |               |
| 2017 | Halal Daddy                  | Amir Aziz          |               |
| 2023 | La Sirenita                  | Sir Grimsby        |               |

### Televisión
| Año        | Título                                                               | Personaje               | Notas                                                  |
| ---------- | -------------------------------------------------------------------- | ----------------------- | ------------------------------------------------------ |
| 1978       | Mixed Blessings                                                      | Fred                    | Episodio: "The Loneliness of the Long Term Unemployed" |
| 1978       | The Professionals                                                    | Doctor                  | 2 Episodios                                            |
| 1979       | ITV Playhouse                                                        | Dave                    | Episodio: "The Reaper"                                 |
| 1981       | Crown Court                                                          | Aziz Ul Haque           | Episodio: "Freedom to Incite: Part 1"                  |
| 1982       | The Gentle Touch                                                     | Turk                    | Episodio: "Be Lucky Uncle"                             |
| 1983       | Bergerac                                                             | Ravi                    | Episodio: "A Miracle Every Week"                       |
| 1983       | Chessgame                                                            | Farouk                  | Episodio: "Digging Up the Future"                      |
| 1984       | The Far Pavilions                                                    | Zarin                   | 2 Episodios                                            |
| 1984       | The Jewel in the Crown                                               | Hari Kumar              | 6 Episodios                                            |
| 1984       | Minder                                                               | Shamy                   | Episodio: "What Makes Shamy Run?"                      |
| 1985       | The Black Tower                                                      | Julius Court            | 5 Episodios                                            |
| 1986       | Harem                                                                | Tarik Pasha             | Película de televisión                                 |
| 1986       | West of Paradise                                                     | Sam McBride             |                                                        |
| 1986       | The Deadly Recruits                                                  | Farouk                  |                                                        |
| 1986       | Death Is Part of the Process                                         | Indres                  |                                                        |
| 1988       | Hothouse                                                             | Dr. Ved Lahari          | 7 Episodios                                            |
| 1989       | After the War                                                        | Jerome LeBlanc          | 2 Episodios                                            |
| 1989       | Shadow of the Cobra                                                  | Charles Sobhraj         |                                                        |
| 1990       | Stolen                                                               | Salim                   | 6 Episodios                                            |
| 1990       | Boon                                                                 | Alex Cavendish          | Episodio: "The Tender Trap"                            |
| 1991       | The Storyteller: Greek Myths                                         | Orpheus                 | Episodio: "Orpheus & Eurydice"                         |
| 1992       | Covington Cross                                                      | Salim                   | Episodio: "Revenge"                                    |
| 1993       | Jackanory                                                            | Lector                  | Episodio: "Haroun and the Sea of Stories"              |
| 1993       | Age of Treason                                                       | Pertinax                | Película de televisión                                 |
| 1994       | The Wimbledon Poisoner                                               | Karim Jackson           | 2 Episodios                                            |
| 1996       | Kavanagh QC                                                          | Ashok Prasad QC         | Episodio: "Job Satisfaction"                           |
| 1996       | Peak Practice                                                        | Sr. Hussain             | Episodio: "Heart and Soul"                             |
| 1997       | Turning World                                                        | Shams                   | 3 Episodios                                            |
| 1997       | Path to Paradise: The Untold Story of the World Trade Center Bombing | Ramzi Yousef            | Película de televisión                                 |
| 1998       | Big Women                                                            | Jemal                   | Episodio: "Well, I'm Sorry"                            |
| 1998       | Colour Blind                                                         | Hassan                  | 2 Episodios                                            |
| 1998, 2015 | Goodness Gracious Me                                                 | Varios                  |                                                        |
| 1998–1999  | Unfinished Business                                                  | Tam                     | 7 Episodios                                            |
| 1999       | Vicious Circle                                                       | Harrison                | Película de televisión                                 |
| 1999       | The Seventh Scroll                                                   | Taita                   | 3 Episodios                                            |
| 1999       | Life Support                                                         | Dr. Kamran Blake        | 6 Episodios                                            |
| 1999       | Cleopatra                                                            | Olympos                 | 2 Episodios                                            |
| 2000       | In the Beginning                                                     | Ramesses II             |                                                        |
| 2000       | Second Sight: Hide and Seek                                          | Faiz Ahmed              | Película de televisión                                 |
| 2001       | Hotel!                                                               | Radochek Zeigler        |                                                        |
| 2001       | Messiah                                                              | D.C.S. Emerson          | 2 Episodios                                            |
| 2001       | The Real Shirley Bassey                                              | Narrador                | Película de televisión                                 |
| 2002       | Fun at the Funeral Parlour                                           | Duque de hipnotismo     | Episodio: "A Pocket Full of Gravel"                    |
| 2002       | Murder in Mind                                                       | Paul Asher              | Episodio: "Flashback"                                  |
| 2003       | Messiah 2: Vengeance Is Mine                                         | D.C.S. Emerson          | 2 Episodios                                            |
| 2003–2005  | Holby City                                                           | Zubin Khan              | 94 Episodios                                           |
| 2005       | The English Harem                                                    | Saaman "Sam" Sahar      | Película de televisión                                 |
| 2006       | The Gil Mayo Mysteries                                               | Marcus Illingworth      | Episodio: "Late of This Parish"                        |
| 2006       | Dalziel and Pascoe                                                   | Aahil Khan              | 2 Episodios                                            |
| 2006       | The Path to 9/11                                                     | Coronel Raymond Malik   |                                                        |
| 2008       | 10 Days to War                                                       | Abdul Aziz al-Hakim     | Episodio: "$100 Coffee"                                |
| 2008       | Doctor Who: The Eighth Doctor Adventures                             | Abad absoluto           | Episodio: "The Skull of Sobek"                         |
| 2009       | Inspector Lewis                                                      | Profesor Hamid Jassim   | Episodio: "Allegory of Love"                           |
| 2010       | Agatha Christie's Poirot                                             | Sir Bartholomew Strange | Episodio: "Three Act Tragedy"                          |
| 2010       | Ben Hur                                                              | Sheikh Ilderim          | 2 Episodios                                            |
| 2010       | The Nativity                                                         | Nicolaus                | 4 Episodios                                            |
| 2010–2012  | Upstairs Downstairs                                                  | Sr. Amanjit Singh       | 9 Episodios                                            |
| 2011–2014  | Borgia                                                               | Francesc Gacet          | 32 Episodios                                           |
| 2012       | Masterpiece Mystery                                                  | Sir Bartholomew Strange | Episodio: "Poirot XI: Three Act Tragedy"               |
| 2013       | New Tricks                                                           | Jonathan Epstein        | Episodio: "The Little Brother"                         |
| 2014–2020  | Homeland                                                             | Bunny Latif             | 7 Episodios                                            |
| 2015       | Arthur & George                                                      | Rev Shapurji Edalji     | 3 Episodios                                            |
| 2015       | Undercover                                                           | Raffi                   | Episodio #1.6                                          |
| 2016       | Indian Summers                                                       | Maharajah               | 2 Episodios                                            |
| 2016       | Cold Feet                                                            | Eddie Zubayr            | 7 Episodios                                            |
| 2017       | Sherlock                                                             | Gobrnador de prisión    | Episodio: "The Final Problem"                          |
| 2017       | Doc Martin                                                           | John Rahmanzai          | Episodio: "Sons and Lovers"                            |
| 2017       | Bancroft                                                             | Alan Taheeri            | 4 Episodios                                            |
| 2018       | The Woman in White                                                   | Erasmus Nash            | 5 Episodios                                            |
| 2018       | Doctor Who                                                           | Ilin                    | Episodio: "The Ghost Monument"                         |
| 2019       | Silent Witness                                                       | Arthur Pujari           | 2 Episodios                                            |
| 2019       | The Feed                                                             | Presidente Quan         | 3 Episodios                                            |
| 2020       | Man Like Mobeen                                                      | Khan                    | 5 Episodios                                            |
| 2020       | Penance                                                              | Fr. Tom Hayes           | 3 Episodios                                            |